# ОШ „Драгиша Михаиловић” Крагујевац
ОШ „Драгиша Михаиловић” Крагујевац је државна установа основног образовања, основана 1984. године. Школа носи име учитеља Драгише Михајловића, стрељаном за време Другог светског рата.